# Punta Seaver
Punta Seaver (spanisch) ist eine Landspitze an der Ostküste der Renaud-Insel im Archipel der Biscoe-Inseln westlich der Antarktischen Halbinsel. Sie markiert die nördliche Begrenzung der Einfahrt zur Zubov Bay. Ihr vorgelagert sind die Wiese-Inseln.
Argentinische Wissenschaftler benannten sie nach dem argentinischen Minensuchboot Seaver, einem der Schiffe der von 1947 bis 1948 durchgeführten argentinischen Antarktisexpedition.